# 국제수환경공학회
국제수환경공학회(國際水環境工學會, International Association for Hydro-Environment Engineering and Research, 약칭 IAHR)는 1935년에 유럽에서 수리학 및 그 응용분야의 기술자와 과학자를 위한 국제적인 단체로 설립되었다. IAHR은 수리 및 수환경과 관련한 독립적인 국제학술단체로서, 현재 스페인 마드리드와 중국 베이징에 사무국을 두고 있으며, 회원 수는 약 5,000명에 달한다. 이 학회의 주 관심 주제는 기후변화 적응 및 완화, 에너지/식량/자연을 위한 물, 물 위험 및 재난 리질리언스 향상 및 이를 달성하기 위한 도구로서 ‘디지털 변환’ 기술 등이다. 학술적으로는 하천 및 수자원 개발 및 관리, 지하수, 해안수리, 환경 및 생태 수리, 물정보학 등이 있다. 내부기구로 총회/평의원회, 전문분과 위원회, 젊은전문가 네트워크(YPN), 워크숍/웹비나, 단기교육과정 등이 있다. 지역적으로 IAHR- Europe, Asia·Pacific, Latin America, North America 등 다수의 분회를 두고 있다. 또한 IAHR은 Journal of Hydraulic Research, Journal of River Basin Management, Journal of Applied Water Engineering and Research, Journal of Ecohydraulics, RIBAGUA–Revista Iberoamericana del Agua, Journal of Hydro-Environment Research 등 6개 국제저널을 발행하고 있는 수환경 분야에서 세계적으로 권위 있는 학회 중 하나이다. 
우리가 속한 IAHR-APD (Asia and Pacific Regional Division)는 1973년에 조직되었으며, 현재 일본 사이타마 대학의 Norio Tanaka 교수가 회장으로 활동하고 있다. 우리나라는 2018년 IAHR–APD 사무국을 유치하여 한국건설기술연구원에서 운영하고 있으며, 김원 선임연구위원이 사무국장으로 활동하고 있다.
IAHR은 2년마다 회원들의 투표를 통해 학회를 이끌 회장 1인과 America, Europe, Asia Pacific 등 각 지역을 대표하는 부회장 3인을 선출한다. 선거는 인터넷을 통한 사전투표로 진행되며, 2년마다 개최되는 IAHR 세계대회에서 결과가 발표된다. 현재 회장은 프랑스의 Philippe Gourbesville 교수가 맡고 있으며, 2019년부터 부회장을 맡았던 우효섭 박사가 학회 집행위원의 한 사람으로 계속 활동하고 있다.
우리나라는 1986년에 IAHR-APD (Asia-Pacific Regional Division, 아시아태평양 분회) 대회를 서울에서 개최한 이후, 2005년에 제31회 세계대회를 개최하였다. 그후 2010년에 IAHR 전문대회인 생태수리학회를 서울에서, 다시 2012년에 APD 대회를 제주도에서 개최하였고, 이제 2026년에 제25회 APD 대회를 인천 송도에서 개최할 예정이다. 제24회 IAHR-APD 대회는 2024년 10월 14~17일에 중국 우한에서 열리고, 제41회 세계대회(World Congress)는 2025년 6월 22~27일에 싱가포르에서 열린다.

## 외부링크
- 국제수환경공학회  - 공식 웹사이트